# Program Komercjalizacji Przedsiębiorstw Państwowych
Program Komercjalizacji Przedsiębiorstw Państwowych – program przekształcenia struktury własnościowej przedsiębiorstw państwowych związany z akcją prywatyzacyjną w latach 90. w Polsce. Proces ten miał podwójny charakter w zależności od postawionych sobie celów:
1. Nie dłuższy niż 2 lata okres przejściowy, który polegał na wstępnej komercjalizacji (przekształceniu w jednoosobową spółkę skarbu państwa) w celu przeprowadzenia późniejszej prywatyzacji na drodze kapitałowej.
2. Zmiana statusu prawnego polegająca na przeniesieniu funkcji organów założycielskich na Skarb Państwa.

Program ten trwał w latach 1995–1998, odpowiedzialnym za jego przebieg był Minister Przekształceń Własnościowych oraz organy założycielskie (również lokalne).
Głównym celem programu było pobudzenie przedsiębiorstw do zmiany struktury organizacyjnej, przygotowanie do nowych warunków panujących na wolnym rynku oraz do odejścia od branżowego modelu gospodarki państwowej.
Wszystkie procedury wraz z ustaleniem, jakie firmy mogą wziąć udział w komercjalizacji reguluje ustawa o komercjalizacji i niektórych uprawnieniach pracowników.